# New York (magasin)
 For alternative betydninger, se New York (flertydig). (Se også artikler, som begynder med New York)
New York er et amerikansk magasin der dækker områderne livstil, kultur, politik, generelt mode. Bladet er grundlagt i, opererer ud fra og har et særligt fokus på New York City. New York grundlagdes i 1968 af Milton Glaser og Clay Felker som et alternativ til konkurrenten The New Yorker. Ambitionen var at lave New journalism og derfor være vildere og mindre høflig. Senere har magasinet udvidet sin horisont, så det også dækker amerikansk kultur og politik på et mere nationalt plan. Siden bladets relancering i 2004 har New York vundet flere priser ved National Magazine Awards end nogen anden udgivelse.
Magasinet var pioner indenfor digitaliseringen af nyhedsmedierne, og dets forretningsmodel har siden inspireret andre amerikanske regionalmedier. Alligevel har bladet været nødsaget til at afskedige medarbejdere på grund af faldende oplagstal. I 2019 blev 16 fuldtidsansatte og 16 deltidsansatte fyret, for "mest effektivt [at] organisere vores ressourcer". I 2018 indførte New Yorks moderselskab, New York Media, en betalingsmur for at tilgå virksomhedens mediers hjemmesider. Året efter købte medievirksomheden Vox Media bladet, og derfor hører New York og søstermedierne The Cut, Grub Street, Intelligencer, The Strategist og Vulture nu under Vox Media sammen med medierne Vox, The Verge, recode, the dodo og Now This.